# Lacul și Pădurea Cernica (sit SCI)
Lacul și Pădurea Cernica este o arie protejată (sit de importanță comunitară — SCI) din România, desemnată în scopul protejării biodiversității și menținerii într-o stare de conservare favorabilă a florei spontane și faunei sălbatice, precum și a habitatelor naturale de interes comunitar aflate în arealul zonei de protecție. Aceasta se întinde pe o suprafață de 3.293,4 ha, integral pe uscat.

## Localizare
Aria naturală se întinde în extremitatea nord-vestică a județului Călărași, pe teritoriul comunei Fundeni și în cea sud-estică a județului Ilfov, pe teritoriile administrative ale comunelor: Brănești, Cernica, Găneasa și pe cel al orașului Pantelimon. Situl este străbătut de Autostrada Soarelui, de drumul național DN3 și de drumul județean DJ103, care leagă satul Cernica de orașul Pantelimon. Centrul acestuia este situat la coordonatele 44°26′59″N 26°18′09″E / 44.449617°N 26.302469°E.

## Înființare
Situl Lacul și Pădurea Cernica (ROSCI0308) a fost declarat sit de importanță comunitară în septembrie 2011 pentru a proteja 8 specie din fauna sălbatică a României.

## Biodiversitate
Situată în ecoregiunea continentală a Câmpiei Române, aria protejată conține 3 habitate naturale: Lacuri eutrofe naturale cu vegetație tip de Magnopotamion sau Hydrocharition, Păduri panonice-balcanice de stejar turcesc și Păduri dacice de stejar și carpen.
La baza desemnării sitului se află 8 specii (din fauna sălbatică a României) ocrotite la nivel european prin Directiva C.E. 92/43/CE (anexa I-a) din 21 mai 1992 (privind conservarea habitatelor naturale și a speciilor de faună și floră sălbatică) și aflate pe lista roșie a IUCN; astfel:
- mamifere (1): vidră de râu (Lutra lutra)[6];
- amfibieni (2): buhai de baltă cu burtă roșie  (Bombina bombina)[7], tritonul cu creastă (Triturus cristatus)[8];
- pești (4): avat (Aspius aspius)[9], zvârlugă (Cobitis taenia Complex), boarță (Rhodeus amarus), țigănuș (Umbra krameri);
- reptile: (1) țestoasa de baltă (Emys orbicularis)[10].[3]